# (11615) Naoya
(11615) Naoya est un astéroïde de la ceinture principale.

## Description
(11615) Naoya est un astéroïde de la ceinture principale. Il fut découvert le 13 janvier 1996 à Kitami par Kin Endate et Kazuro Watanabe. Il présente une orbite caractérisée par un demi-grand axe de 3,18 UA, une excentricité de 0,16 et une inclinaison de 2,5° par rapport à l'écliptique.

## Compléments